# دخل أساسي شامل

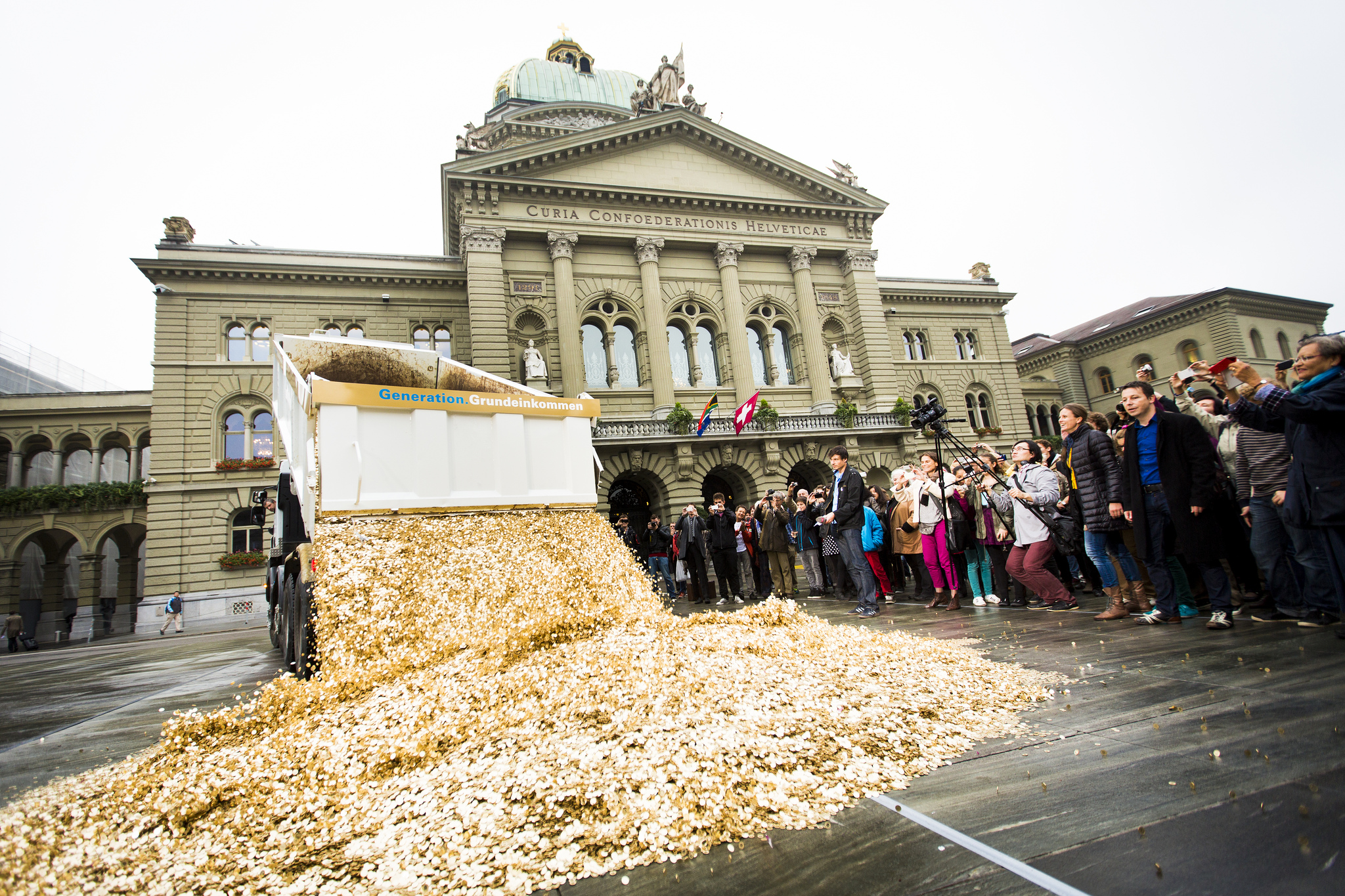

الدخل الأساسي الشامل، الذي يُطلق عليه أيضًا الدخل الأساسي غير المشروط، أو الدخل الأساسي للمواطن، أو ضمان الدخل الأساسي، أو راتب المعيشة الأساسي، أو الدخل السنوي المضمون، أو برنامج تأمين الدخل الشامل أو المستفيد الشامل، هو مفهوم للتحويل المالي الاجتماعي والسياسي، وفيه يتلقى جميع مواطني دولة معينة السكان بانتظام منحة مالية منصوص عليها قانونًا ومتساوية تدفعها الحكومة دون استطلاع الموارد المالية. يمكن تحقيق الدخل الأساسي على المستوى الوطني أو الإقليمي أو المحلي. إذا كان المستوى كافيًا لتلبية الاحتياجات الأساسية للفرد (أي عند خط الفقر أو فوقه)، فإنه يُسمى أحيانًا الدخل الأساسي الكامل؛ إذا كان أقل من هذا المبلغ، فيمكن تسميته بالدخل الأساسي الجزئي.
هناك العديد من ترتيبات الرفاهية التي يمكن اعتبارها مرتبطة بالدخل الأساسي. العديد من البلدان لديها ما يشبه الدخل الأساسي للأطفال. قد يكون المعاش مشابهًا جزئيًا للدخل الأساسي. هناك أيضًا أنظمة دخل شبه أساسية، مثل البوليصة العائلية في البرازيل، وهي مشروطة ومركزة على الفقراء، أو برنامج ثمرات في السودان، الذي قدمته الحكومة الانتقالية لتخفيف آثار الأزمة الاقتصادية الموروثة عن نظام البشير. صندوق ألاسكا الدائم هو في الأساس دخل أساسي جزئي، يبلغ متوسطه 1600 دولار سنويًا لكل مقيم (بعملة 2019). يمكن النظر إلى ضريبة الدخل السلبية على أنها دخل أساسي يحصل فيه المواطنون على أموال أقل وأقل حتى يُعكس هذا التأثير كلما زاد دخل الفرد.
ترتبط العديد من المناقشات السياسية بجدل الدخل الأساسي، بما في ذلك المناقشات المتعلقة بالأتمتة والذكاء الاصطناعي ومستقبل ضرورة العمل. تتمثل إحدى القضايا الرئيسية في هذه المناقشات فيما إذا كانت الأتمتة والذكاء الاصطناعي ستقلل بشكل كبير من عدد الوظائف المتاحة وما إذا كان الدخل الأساسي يمكن أن يساعد في منع أو تخفيف مثل هذه المشاكل من خلال السماح للجميع بالاستفادة من ثروة المجتمع، وكذلك ما إذا كان الدخل الأساسي الشامل يمكن أن يكون نقطة انطلاق لاقتصاد قائم على الموارد أو اقتصاد ما بعد الندرة. دفع الأثر الاقتصادي لجائحة كوفيد-19 بعض الدول إلى إرسال مدفوعات مباشرة إلى المواطنين.

## خلفية تاريخية

### العصور القديمة
في أحد الأمثلة المبكرة، أعطى تراجان، إمبراطور روما من 98 إلى 117 بعد الميلاد، شخصيًا 650 دينارًا (ما يعادل 260 دولارًا أمريكيًا في عام 2002) لجميع المواطنين الرومان العاديين الذين تقدموا بطلبات.

### من القرن السادس عشر إلى القرن الثامن عشر
يصور رجل الدولة والفيلسوف الإنجليزي السير توماس مور في كتابه يوتوبيا (1516) مجتمعًا يحصل فيه كل شخص على دخل مضمون. اقترح الباحث الإسباني يوهانس لودوفيكوس فيفيس (1492-1540) أن تكون الحكومة المحلية مسؤولة عن تأمين حد أدنى من المعيشة لجميع سكانها ليس على أساس العدالة ولكن من أجل ممارسة أكثر فاعلية للأعمال الخيرية المطلوبة أخلاقيًا. جادل فيفيس أيضًا بأنه للتأهل للحصول على إعانة فقراء، يجب أن يستحق المتلقي المساعدة التي يحصل عليها من خلال إثبات استعداده أو استعدادها للعمل. في أواخر القرن الثامن عشر، كان لدى الراديكالي الإنجليزي توماس سبنس والفيلسوف الأمريكي المولود في إنجلترا توماس باين أفكار في نفس الاتجاه.
ألف باين الحس السليم (1776) والأزمة الأمريكية (1776-1783)، وهما أكثر الكتيبات تأثيرًا في بداية الثورة الأمريكية. وهو أيضًا مؤلف كتاب العدالة الزراعية، الذي نُشر عام 1797. اقترح فيه إصلاحات ملموسة للقضاء على الفقر. على وجه الخصوص، اقترح نظام تأمين اجتماعي شامل يتألف من معاشات الشيخوخة ودعم الإعاقة ومنح أصحاب المصلحة الشاملة للشباب، ممولة بضريبة ميراث بنسبة 10% تركز على الأرض.

### بدايات القرن العشرين
حوالي عام 1920، بدأ دعم الدخل الأساسي في النمو، بشكل أساسي في إنجلترا.
دافع برتراند راسل (1872-1970) عن نموذج اجتماعي جديد يجمع بين مزايا الاشتراكية واللاسلطوية، وأن الدخل الأساسي يجب أن يكون مكونًا حيويًا في ذلك المجتمع الجديد.
نشر دينيس ومابيل ميلنر، وهما زوجان كويكر من حزب العمال، كتيبًا قصيرًا بعنوان مخطط مكافأة الدولة (1918) الذي دعا إلى إدخال دخل يُدفع دون قيد أو شرط على أساس أسبوعي لجميع مواطني المملكة المتحدة. واعتبروا أنه حق معنوي لكل فرد أن يكون لديه وسائل العيش، وبالتالي لا ينبغي أن يكون مشروطًا بالعمل أو الاستعداد للعمل.
كان س. إتش. دوغلاس مهندسًا أصبح قلقًا من أن معظم المواطنين البريطانيين لا يستطيعون شراء السلع التي تُنتج، على الرغم من زيادة الإنتاجية في الصناعة البريطانية. كان حله لهذه المفارقة هو نظام اجتماعي جديد سماه الائتمان الاجتماعي، وهو مزيج من الإصلاح النقدي والدخل الأساسي.
في عامي 1944 و1945، طورت لجنة بيفردج، بقيادة الاقتصادي البريطاني ويليام بيفريدج، اقتراحًا لنظام رعاية اجتماعية جديد شامل للتأمين الاجتماعي، ومزايا مُختبره، ومخصصات غير مشروطة للأطفال. جادلت عضو اللجنة السيدة ريس ويليامز بأن مداخيل البالغين يجب أن تكون أشبه بدخل أساسي. كانت أيضًا أول من طور نموذج ضريبة الدخل السلبية. اقترح ابنها براندون ريس ويليامز دخلًا أساسيًا للجنة برلمانية عام 1982، وبعد ذلك بوقت قصير في عام 1984، بدأت مجموعة أبحاث الدخل الأساسي، التي أصبحت الآن صندوق الدخل الأساسي للمواطن، في إجراء ونشر البحوث حول الدخل الأساسي.

### نهاية القرن العشرين
في خطابه عن حالة الاتحاد عام 1964، قدم الرئيس الأمريكي ليندون جونسون تشريع الحرب على الفقر. آمن جونسون بتوسيع دور الحكومة الفيدرالية في التعليم والرعاية الصحية كاستراتيجيات للحد من الفقر. في هذا المناخ السياسي، تجذرت فكرة الدخل المضمون لكل أمريكي. والجدير بالذكر أن وثيقة موقعة من قبل 1200 خبير اقتصادي تطالب بدخل مضمون لكل أمريكي. بدأت ست تجارب طموحة للدخل الأساسي حول المفهوم المرتبط بضريبة الدخل السلبية. وأوضح الرئيس ريتشارد نيكسون أن الغرض منه هو توفير شبكة أمان للفقراء وحافز مالي لمتلقي الرعاية الاجتماعية للعمل. وافق الكونجرس في النهاية على حد أدنى مضمون من الدخل لكبار السن والمعاقين.
في منتصف السبعينيات، حصل المنافس الرئيسي لضريبة الدخل الأساسي وضريبة الدخل السلبية، ائتمان ضريبة الدخل المكتسب، أو المدافعون عنه، على عدد كافٍ من المشرعين للكونغرس الأمريكي لتمرير قوانين بشأن تلك السياسة. في عام 1986، أسِست الشبكة الأوروبية للدخل الأساسي، والتي أعيد تسميتها لاحقًا إلى شبكة الدخل الأساسي الأرضية، مع عقد مؤتمرات أكاديمية كل سنتين. من بين المدافعين الآخرين الحركة السياسية الخضراء، بالإضافة إلى نشطاء وبعض مجموعات العاطلين عن العمل.
في الجزء الأخير من القرن العشرين، جرت مناقشات حول الأتمتة ونمو البطالة، وإمكانية الجمع بين النمو الاقتصادي والتنمية المستدامة البيئية، وكيفية إصلاح بيروقراطية دولة الرفاه. كان الدخل الأساسي متشابكًا في هذه المناقشات والعديد من المناقشات الأخرى. خلال مؤتمرات شبكة الدخل الأساسية الأرضية الأكاديمية، كانت هناك أوراق حول الدخل الأساسي من مجموعة متنوعة من وجهات النظر، بما في ذلك الاقتصاد وعلم الاجتماع ومناهج حقوق الإنسان.

## وصلات خارجية
- الشبكة الأوروبية للراتب الأساسي